# Халачоглу, Юсуф
Юсуф Халачоглу (род. 10 мая 1949, Козан) — турецкий историк и политик.

## Биография
Родился в 1949 году в Козане. Изучал историю в Стамбульском университете, который окончил в 1974 году с научной степенью. Работал там же. С 1986 года работал в университете Мармара. Затем работал в государственных архивах Турции. В 1992 году вернулся к работе в университете. В 1993—2008 годах возглавлял турецкую историческую организацию. Затем преподавал в университете Гази.
В 2011 году был избран членом Великого национального собрания Турции от партии националистического движения. Переизбирался в июне и ноябре 2015 года.

## Взгляды
Известен как отрицатель геноцида армян. Написал ряд работ, согласно которым число армян, погибших в результате депортаций (в книге используется термин «принудительные переселения»), не превышает девяти-десяти тысяч (общепринятые оценки колеблются от миллиона до полутора миллионов человек). Работы Халачоглу критиковались в частности Танером Акчамом. В 2008 году Юсуф Халачоглу был снят с должности председателя турецкой исторической организации за заявления, сделанные им относительно армян и курдов.